# 石井トミコ
石井 トミコ（いしい トミコ、1935年1月12日 - 2022年10月6日）は、日本の女優。本名は、山根富子。旧姓名及び旧芸名、石井 富子（いしい とみこ）。大阪府大阪市出身。血液型はB型、身長154cm。趣味は水泳、日本舞踊。ワンダー・プロダクション所属。

## 来歴・人物
大阪市東区に生まれ、明浄中学校を卒業。
1950年に大阪松竹歌劇団付属学校に入学。
歌劇学校卒業後、大阪松竹歌劇団へ入団。1953年にOSKを退団し、大映に入社。長谷川一夫主演『知らずの弥太郎』で映画デビュー。
草創期のテレビにも出演しており、グラマーな水着姿も注目された。
1957年、大映を退社してからは松竹へ移籍。
1962年からはフリーで活動。
1963年に脚本家・演出家の山根優一朗と結婚（一女をもうける）。
お喋りなおばさん・お節介なおばさん・近所のおばさんなど、おばさん役がウリであり、出演1000本突破の際には『いつみても波瀾万丈』でおばさん女優と呼ばれていた。
バラエティー番組でのキャラクターも人気で、『踊る!さんま御殿!!』にも出演。独特の存在感で明石家さんまを圧倒してパワフルなトークを展開した。
2022年10月6日、都内の病院にて、間質性肺炎増悪により死去。87歳没。

## 出演

### 映画
- 弥次㐂夛道中（1956年）- 米屋の娘 役
- 銭形平次捕物控 まだら蛇（1957年） - 居酒屋の娘 役
- 鼠小僧忍び込み控 子の刻参上（1957年） - 居酒屋の小女 役
- 刃傷未遂（1957年）- 湯女・お十 役
- 螢火（1958年） - おまつ 役
- 猟銃（1961年）- 三杉家の女中 役
- 肉体の門（1964年） - ふうてんお六 役
- 何処へ（1964年） - 井上伊保子 役
- 春婦伝（1965年）- 百合子 役
- 大日本チャンバラ伝（1965年）- 中村キンカン 役
- 骨までしゃぶる（1966年）- 女郎のお石 役
- 続 浪曲子守唄（1967年） - 商人宿の女中・きみ 役
- 女と味噌汁（1968年） - 小せん 役
- みな殺しの霊歌（1968年） - クリーニング屋のおかみさん
- 男の勝負 白虎の鉄（1968年）- 三春常の女房・おまん 役
- 吹けば飛ぶよな男だが（1968年） - 不動の妻 役
- いかさま博奕（1968年） - おかつ 役
- スクラップ集団（1968年）- 肥汲みを依頼する主婦 役
- 関東テキヤ一家（1969年） - 大西ヤエ子 役
- 昭和残侠伝 死んで貰います（1970年） - お峰 役
- 夜の手配師 すけ千人斬り（1971年、東映） - 芳江 役
- やくざ刑事 恐怖の毒ガス（1971年） - ホステス
- 初笑いびっくり武士道（1972年） - おしか 役
- 銀蝶渡り鳥（1972年） - 京子 役
- 博奕打ち外伝（1972年） - トメ 役
- 宮本武蔵（1973年）
- 超能力だよ全員集合!!（1974年） - テツ
- まむしと青大将（1975年） - 坊本常子 役
- 人間革命（1976年） - 母
- 霧の旗（1977年） - バー「リヨン」のママ 役
- ビューティ・ペア 真赤な青春（1977年） - ジャッキー佐藤の母 役
- とりたての輝き（1981年） - 旅館のおかみ 役
- 丑三つの村（1983年） - 外村ことみ 役
- 日本海大海戦 海ゆかば（1983年） - 下宿屋のおばさん
- 男はつらいよ 旅と女と寅次郎（1983年） - チンドン屋の妻
- 彩り河（1984年） - 「馬場荘」の女中・富子 役
- ビー・バップ・ハイスクール（1985年） - 内職のおばさん
- 台風クラブ（1985年） - 八木沢勝江 役
- 山田村ワルツ（1988年）
- 課長島耕作（1992年）
- 東方見聞録（1992年）
- 毎日が夏休み（1994年） - 盛崎夫人 役
- ガメラ 大怪獣空中決戦（1995年） - スーパーのおばさん
- バースデイプレゼント（1995年） - 今井武志の母 役
- Shall we ダンス?（1996年） - 原口春子 役
- 難波金融伝・ミナミの帝王 劇場版ＰＡＲＴ８　詐欺師の運命（1996年） - サヨ 役
- スーパーの女（1996年） - おばさん
- 恋は舞い降りた。（1997年） - 定食屋のおばさん
- お墓がない!（1998年） - サワ 役
- 花のお江戸の釣りバカ日誌（1998年）
- 笑の大学（2004年） - モギリのおばさん
- 20世紀少年 第1作（2008年） - 遠藤チヨ 役
- ラーメンガール（2008年） - メグミ
- 劇場版 超・仮面ライダー電王&ディケイド NEOジェネレーションズ 鬼ヶ島の戦艦（2009年） - 清水千代子 役

### テレビドラマ
- 快獣ブースカ 第31話「飛んで来た遊園地」（1967年、NTV / 円谷プロダクション）- 看護婦
- 忍者ハットリくん+忍者怪獣ジッポウ（1967年、NET / 東映）- 夢尾みる代
  - 第5話「PTAとはなんでござる？」
  - 第6話「結婚式とは大変なものでござる」
- ポーラテレビ小説 (TBS)
  - 三人の母（1968年 - 1969年）- 御油の伯母
  - 加奈子（1975年 - 1976年）
  - マリーの桜（1980年）- 梅子 役
- マイティジャック 第10話「爆破指令」（1968年、CX / 円谷プロダクション）- バーのママ
- 堂島（1968 - 1969年、CX）
- 三匹の侍 第6シリーズ 第14話「俺は抜かない」（1969年、CX） - お栄 役
- 新婚さん旧婚さん（1969年、NTV） - 山田華子 役
- 大河ドラマ（NHK）
  - 樅ノ木は残った（1970年） - およし 役
  - 元禄繚乱（1999年） - おげん 役
- 徳川おんな絵巻（1970年 - 1971年、CX） - お島 役
- 時間ですよ（1970年 - 1972年、TBS）
- ありがとう 第1シリーズ 第11話（1970年、TBS） - 家出少年の母 役
- おひかえあそばせ（1971年、NTV）
- 泣くな青春（1972年、CX） - 吉岡サト 役
- おれは男だ!（1971年 - 1972年、NTV / 松竹）- 田村久代 役
- キイハンター（1972年、TBS / 東映）
- 入ってまあす!（1972年、TBS） - 鼻山愛子 役
- ウルトラシリーズ（TBS）
  - ウルトラマンA 第18話「鳩を返せ!」（1972年）- 坂上三郎の母 役
  - ウルトラマン80 第45話「バルタン星人の限りなきチャレンジ魂」（1981年）- 山野よし子 役
- 銭形平次 第325話「懸賞金百両」（1972年、CX） - おさき 役
- アイフル大作戦 第10話「危機一発! アイフル大混戦」（1973年、TBS） - ビル管理者の一人
- ジキルとハイド（1973年、CX） - 団地妻・チエコ 役
- 大久保彦左衛門 (テレビドラマ)（1973年、CX） - うめの 役
- 走れ!ケー100（1973年 - 1974年、TBS） - 伊賀山嘉代 役
- 華麗なる一族（1974年、NET） - 中川夫人 役
- 水もれ甲介（1974年、NTV） 第4話「恋人なんて許せない!」 - 主婦
- 座頭市物語（CX / 勝プロ）第6話「どしゃぶり」（1974年）
- 日本沈没（1975年、TBS / 東宝映像）
- 松本清張シリーズ・中央流沙（1975年、NHK） - 染香 役
- 俺たちの勲章（1975年、NTV） - 山下クミ 役
- 前略おふくろ様（1975年 - 1977年、NTV） - 仲居・やえ 役
- 火曜日のあいつ（1976年、TBS・東宝）ｰ
- いろはの"い"「殺意」（1976年、NTV）
- 夜明けの刑事 第77話「ひき逃げされた高校生のナゾ!!」（1976年、TBS / 大映テレビ） - バーのホステス 役
- あかんたれ（1976年、CX） - おいし 役
- 水戸黄門 (TBS)
  - 第6部（1975年）
    - 第4話「わしは天下の大泥棒 -八代-」 - お竹 役
    - 第21話「ど根性河内節 -八尾-」 - お久 役

  - 第7部（1976年）
    - 第5話「何の因果で若旦那 -花巻-」 - お峰 役
    - 第18話「盗まれた印籠 -山形-」 - はつ 役

  - 第15部 第8話「母恋し 五木の子守唄 -熊本-」（1985年3月18日） - お近 役
  - 第23部 第14話「母を慕った逃亡者 -敦賀-」（1994年11月7日） - なみ 役
  - 第28部 第12話「女三人 崖っぷち勝負! -鳴海-」（2000年5月29日） - おてつ 役
  - 第33部 第7話「嘘を承知の親孝行 -大和郡山-」（2004年5月31日） - さよ 役
- 銀河テレビ小説（NHK）
  - 昭和の青春シリーズ3 春の谷間（1977年）- 戸村 役
- 気まぐれ本格派（1977年、日テレ） - 「五十鈴」のママ 役
- あにき（1977年、TBS） - 滝本たか子 役
- 白い波紋（1977年、TBS） - 柳沢夫人 役
- 光る崖（1977年） - 赤司晴江 役
- 大岡越前 (TBS)
  - 第5部 第23話「裁けなかった恋の道」（1978年7月10日） - おかや 役
  - 第11部 第24話「非道裁いた怒りの白洲」（1990年10月1日） - おため 役
  - 第13部 第14話「辻斬りは三葉葵の紋所」（1993年2月15日） - およね 役
- 熱中時代・刑事編「ミッキーをだました男」（1979年、NTV） - 母親 役
- 七瀬ふたたび（1979年、NHK） - 小林鈴代 役
- 俺はあばれはっちゃく（1979 - 1980年、ANB / 国際放映）
- 3年B組金八先生（TBS）
  - 第1シリーズ 第2話「内申書」（1979年） - 田中美代（康一の母） 役
  - 第6シリーズ 第11話「年末スペシャル　ワタシは男?それとも女?」（1999年） - 乾先生の妻・英子の助産師 役
- Gメン'75 第239話「親を撃ち殺す子供たち」（1979年、TBS） - 蕎麦屋店員 役
- サンキュー先生（1980 - 1981年、ANB）
- 御宿かわせみ（1980年、NHK）
- ぬかるみの女（1980年、CX） - 博多の不動産屋 役
- ただいま放課後（1980年、CX ） - 北川豪史の母 役
- 北の国から（1981年、CX） - 美容院のおばさん 役
- 玉ねぎむいたら…（1981年、TBS） - 近所のおばさん 役
- 太陽にほえろ!（NTV / 東宝）- 竹本加代 役
  - 第476話「ラガー刑事登場!」（1981年）
  - 第482話「ラッサ熱」（1981年）
  - 第501話「ある巡査の死」（1982年）
  - 第665話「殉職刑事たちよ、やすらかに」（1985年）
- はらぺこ同志（1982年、TBS） - 西山澄子 役
- 噂の刑事トミーとマツ 第2シリーズ 第14話「危うし裸少女! トミー必殺の投げ皿」（1982年、TBS / 大映テレビ）
- 秘密のデカちゃん（1981年、TBS）
  - 第13話「もうバレそう! プールサイドの恋合戦」 - プールのマダム 役
  - 第26話「秘密がバレて朝日署ぶっとぶ?!」 - PTA会長
- だんなさまは18歳 第1話「式はOK 儀式はNO?!」（1982年、TBS） - 光子の母 役
- 連続テレビ小説（NHK）
  - おしん（1983年）- 桜木夫人 役
  - 芋たこなんきん（2006年、NHK） - 碇ツネ 役
- 青が散る（1983 - 1984年、TBS） - 金子光（慎一の母） 役
- スクール☆ウォーズ（1984 - 1985年） - 吉田ふさ 役
- 土曜ワイド劇場 (ANB)
  - 家政婦は見た（1983 - 1990年） - 倉田はつえ 役
  - 弁護士・今田一平（1988年）
  - 西村京太郎トラベルミステリー（1991年）
  - 温泉若おかみの殺人推理（1994年） - 田村富子 役
  - 同居人カップルの殺人推理旅行（1996年） - 森田ツル 役
  - 女請負人（2000年） - 沢田とき 役
  - 車椅子の弁護士・水島威（2001年） - 津村美佐江 役
  - 京都の女庭師風水探偵さくら子」（2002年） - 野川芳子 役
- 事件記者チャボ! 第23話「チャボの長～い長～い一日!」（1984年、NTV） - 良子 役
- 白虎隊（1986年、NTV） - もよ 役
- 家族八景（1986年、CX） - 神波兼子 役
- ドラマ女の手記「温泉仲居物語・湯煙り湯の街女の涙」（1986年、TX） - 仲居
- あまえないでヨ!（1987年、CX） - たけぞうの母 役
- 銭形平次（1987年、NTV）
- ママはアイドル（1987年、TBS） - 鳥羽勇の母 役
- 江戸を斬るVII（1987年、TBS） - おとら 役
- 女ふたり捜査官（1987年、ANB）
- 大都会25時 第17話「さらば夏! ストリッパー風子の場合」（1987年、ANB）
- パパは年中苦労する（1988年、TBS） - 滝登美子 役
- 小春の春（1989年、TBS）
- 火の用心（1990年、NTV）
- 人形佐七捕物帳 佐七一番手柄（1990年、TX）
- 犬神家の一族（1990年、ANB） - お咲 役
- 世にも奇妙な物語 「驚異の降霊術」（1991年） - 漆畠ヨロ 役
- 外科病棟女医の事件ファイル（1991年、ANB） - 矢島早苗 役
- 君の名は（1991　-　1992年、NHK）
- 鬼平犯科帳 (CX) 
  - 第3シリーズ 第1話「鯉肝のお里」（1991年） - 大根屋・女房 役
  - 第7シリーズ 第14話「逃げた妻」（1997年） - お千代 役
- 火曜サスペンス劇場 (NTV)
  - 松本清張作家活動40年記念・たづたづし（1992年） - アパートの隣人
  - 監察医・室生亜季子12（1992年） - 島田やす子 役
  - 刑事・鬼貫八郎（1993年）
  - 娘という名の他人（1994年） - 照代 役
  - 女検事・霞夕子（1995年）
  - 取調室（1996年） - 波多野フサエ 役
  - 弁護士・高林鮎子（2000年） - 管理人
  - 臨床心理士 第3作「母の血色のルビーが招いた密室殺人」（2001年） - 満子 役
  - 下町銭湯騒動記（2002　-　2005年） - テルコ 役
  - 幻の女（2003年2月11日） - 杉田敏江 役
- 学校があぶない（1992年、TBS） - 亀谷カヨ 役
- ダブル・キッチン（1993年、TBS）
- 命ささえて（1993年、TBS）
- はぐれ刑事純情派（1993年） - 木村佳世子 役
- 女系家族 赤い欲望 老舗の商家に起る凄絶な遺産争い（1994年、TX）
- 父子鷹（1994年、NTV） - お六 役
- あした家族になあれ（1995年、TBS）
- ひと夏のラブレター（1995年、TBS） - 北村光江 役
- 金曜エンタテイメント (CX)
  - 「赤い霊柩車」（1996年） - きみ 役
  - 「美人三姉妹温泉芸者が行く!」（1996年） - 村田季江 役
  - 「京都祇園入り婿刑事事件簿」（1998年） - 占い師・祇園の母 役
  - 「女検死官」（2000年） - 頼口克江 役
  - 「温泉名物女将!湯の町事件簿」（2001年） - 藤村静代 役
- 電磁戦隊メガレンジャー 第28話「おてあげ! 爆裂ばあちゃん旋風」（1997年、ANB） - 城ヶ崎千里の祖母 役
- 踊る大捜査線　第06話、歳末特別警戒スペシャル（1997年、CX） - 真行寺のおばちゃん
- あした吹く風（1997年、TBS） - 三枝貞子 役
- この指とまれ2（1997年、NHK） - 渡辺勢津子 役
- 天までとどけ（1998年、TBS） - 和田くに子 役
- はみだし刑事情熱系（1999年） - 山口和子 役
- 次郎長三国志 (2000年のテレビドラマ)（2000年） - おしげ 役
- 浪花少年探偵団（2000年、NHK） - 富士子おばさん 役
- 外科医有森冴子（2000年、NTV） - 真崎富江 役
- 月曜ドラマスペシャル
  - 「湯けむり仲居純情日記6」（1996年） - 松井加代 役
- 月曜ミステリー劇場 (TBS)
  - 税務調査官・窓際太郎の事件簿（2000年）
  - 弁護士 朝吹里矢子（2001 - 2005年） - 吉村サキ 役
  - 世直し公務員ザ・公証人（2002年） - 高見カメヨ 役
  - 自治会長・糸井緋芽子社宅の事件簿（2003年） - 朝比奈文江 役
  - 弁護士二重丸承子（2005年） - 長嶋幾 役
- 剣客商売（2000年、CX） - おしま 役
- ナースのお仕事3（2000年、CX） - 平塚花江 役
- 四つの終止符（2001年、TX） - 田辺ウメ 役
- 女と愛とミステリー (TX)
  - 犯罪交渉人ゆり子
    - 第1弾（2001年） - 池田栄子 役
    - 第2弾（2002年） - 大河内文江 役

  - 尼さん探偵シリーズ（2004年） - 広瀬愛子 役
  - 猪熊夫婦の駐在日誌（2005年） - 中村美佐子 役
- 水曜ミステリー9
  - 芸者小春姐さん奮闘記5（2008年） - 福富園子 役
- 茂七の事件簿 新ふしぎ草紙（2002年、NHK） - おたね 役
- お見合い放浪記（2002年、NHK） - 磯部弥生 役
- 愛の110番（2003年、TBS） - 木下夏江 役
- ミニモニ。でブレーメンの音楽隊（2004年、NHK） - 甘栗屋
- 警視庁鑑識班2004（2004年、NTV） - 佐藤まき 役
- 怪奇大家族（2004年、TX） - 忌野キワ 役
- 人生はフルコース（2006年、NHK）
- みこん六姉妹（2006年、TBS） - 千住亀子 役
- 地獄の沙汰もヨメ次第（2007年、TBS） - 次郎丸フミ 役
- 陽炎の辻〜居眠り磐音 江戸双紙〜（2007年、NHK） - はつね 役
- うつへの復讐 〜絶望からの復活〜（2007年、NTV） - コンビニの店員
- 新・京都迷宮案内（2007年、EX） - 城山絹代 役
- BOYSエステ（2007年、TX） - 八頭田福子 役
- 肉体の門（2008年、EX） - よしえ 役
- リセット（2009年、NTV） - 多恵 役
- サギ師 リリ子（2009年、TX） - 根上節子 役
- NHKスペシャル 未解決事件 file.01「グリコ・森永事件」（2011年7月30日、NHK） - 食料品店のおばちゃん
- 遺恨あり 明治十三年 最後の仇討（2011年、EX） - 臼井冬 役
- 妄想捜査〜桑潟幸一准教授のスタイリッシュな生活（2012年、EX） - 下村雪乃 役
- 刑事110キロ 第1シリーズ（2013年、EX） - 鈴春 役
- 金曜プレステージ 検事・霞夕子（2014年、CX） - 向井理恵子 役
- 水曜ミステリー9 松本清張特別企画・聞かなかった場所（2011年、TX） - 花井駒子 役
- ミス・ジコチョー〜天才・天ノ教授の調査ファイル〜（2019年） - 佐竹しのぶ 役

### Vシネマ
- Tバックハイスクール セクハラ教師をぶっ飛ばせ!（1992年）

### バラエティー
- ガチャガチャポン! - 今泉春子（おばあちゃん）